# Greer Garson
Eileen Evelyn Greer Garson, CBE (Londres, 29 de setembro de 1904 – Dallas, 6 de abril de 1996) foi uma importante atriz britânica de teatro e cinema. Vencedora do Oscar de melhor atriz em 1942 por sua atuação em Mrs. Miniver (br: Rosa da Esperança / pt: A Família Miniver), Greer ficou bastante popular também por estrelar vários filmes ao lado do ator Walter Pidgeon.

## Biografia

### A vida antes da fama
Alguns dizem que Greer Garson nasceu no condado de Down na Irlanda em 1908. Na verdade ela nasceu em Londres, a única filha do irlandês protestante George Garson (1865-1906) com sua esposa escocesa Nancy Sophia Garson.
Ela foi educada na Universidade de Londres, aonde se formou em Francês e Literatura. A sua intenção inicial era de se tornar professora, mas no entanto começou a trabalhar com uma companhia de publicidade, e a aparecer em produções do teatro local. Foi então que ela começou a aparecer em programas da televisão britânica, na década de 1930. Em maio de 1937, ela e Peggy Ashcroft estrelaram a primeira versão de que se tem registro de uma peça de Shakespeare na televisão.

### Carreira
Greer foi descoberta pelo magnata das telas Louis B. Mayer, enquanto ele estava em Londres procurando por um novo talento. Greer assinou um contrato com a MGM e fez sua primeira aparição num filme norte-americano em Adeus, Mr. Chips de 1939. Em 1940, Greer recebeu sua primeira indicação ao Oscar com esse filme.

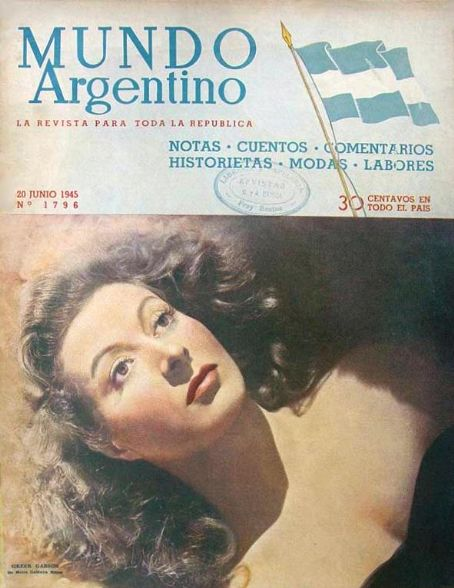
Greer Garson na capa da revista argentina Mundo Argentino, edição de junho de 1945.

Greer venceu o Oscar de Melhor Atriz Principal por Rosa da Esperança de 1942. Ela acumulou várias indicações ao prêmio durante a década de 1940, apesar de nunca mais ter ganho. Em 1951, ela se tornou uma cidadã naturalizada dos Estados Unidos. Pelo final daquela década, os filmes de Greer começaram a se tornar menos apreciados pelo público. Mas em 1960, no entanto, ela receberia sua última indicação ao Oscar de Melhor Atriz interpretando Eleanor Roosevelt em Sunrise at Campobello. Greer morreu de ataque cardíaco em 6 de abril de 1996 em Dallas no Texas, aos 91 anos de idade. Ela se encontra enterrada no Cemitério Memorial Sparkman-Hillcrest.

### Vida pessoal
A atriz casou-se três vezes:
- Seu primeiro marido foi Edward Alec Abbot Snelson (1904-1992), e eles se casaram em 28 de setembro de 1933. O casamento durou apenas alguns meses, mas não foi formalmente dissolvido até a década de 1940.
- Seu segundo marido foi Richard Ney (1915-2004), com quem casou em 1943. Ele foi o ator que interpretou o filho dela no filme Rosa da Esperança. Eles se divorciaram em 1949. Ney se tornou eventualmente um analista da bolsa de valores e um consultor financeiro respeitado.
- No mesmo ano do seu segundo divórcio, Greer se casou com o milionário do Texas E. E. "Buddy" Fogelson (falecido em 1987). Em 1967 o casal se mudou para o Novo México. Eles também moraram em Dallas, aonde Greer fundou o Teatro Greer Garson na Universidade Metodista.

## Filmografia
- 1939 - Adeus, Mr. Chips
- 1939 - Remember?
- 1940 - Orgulho e Preconceito - (Pride and Prejudice)
- 1941 - Flores do Pó- (Blossoms in the Dust)
- 1941 - When Ladies Meet

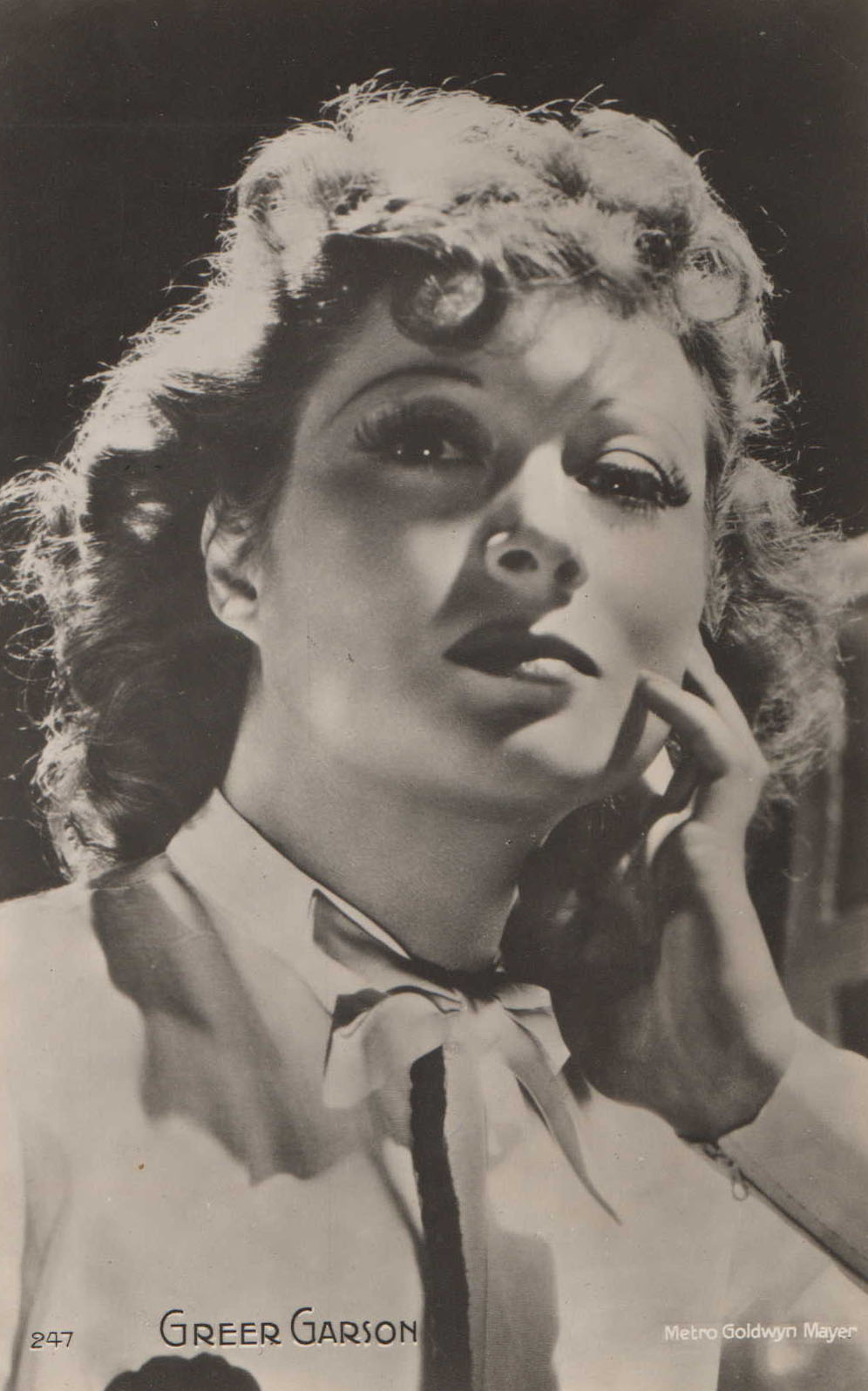
Greer Garson nos anos 1940

- 1942 - Rosa da Esperança - (Mrs. Miniver)
- 1942 - Na Noite do Passado
- 1943 - Madame Curie
- 1943 - The Youngest Profession
- 1944 - Mrs. Parkington, A  Mulher Inspiração - (Mrs. Parkington)
- 1945 - O Vale da Decisão - (The Valley of Decision)
- 1945 - Aventura
- 1947 - Desire Me
- 1948 - Julia Misbehaves
- 1949 - That Forsyte Woman
- 1950 - The Miniver Story
- 1951 - A Lei e a Mulher
- 1953 - Scandal at Scourie
- 1953 - Julius Caesar
- 1954 - Her Twelve Men
- 1955 - Strange Lady in Town
- 1960 - Sunrise at Campobello
- 1966 - The Singing Nun
- 1967 - The Happiest Millionaire
- 1986 - Directed by William Wyler - (documentário)